# Lyell-Gletscher (Südgeorgien)
Der Lyell-Gletscher ist ein Gletscher auf Südgeorgien. Er fließt in nördlicher Richtung zur Harpon Bay am südöstlichen Kopfende der Cumberland West Bay.
Erstmals kartiert wurde er bei der Schwedischen Antarktisexpedition unter der Leitung Otto Nordenskjölds. Dieser benannte den Gletscher nach dem britischen Geologen Charles Lyell (1797–1875).